# Gully (bande dessinée)
Pour les articles homonymes, voir Gully.
Gully est une série de bande dessinée écrite par Pierre Makyo, dessinée par Alain Dodier. D'abord publiée dans l'hebdomadaire français généraliste Mercredi à partir de décembre 1981, elle intègre l'hebdomadaire belge de bande dessinée Spirou des éditions Dupuis en septembre 1983, et y apparaît régulièrement jusqu'en janvier 1990. En 2010, Dodier et Makyo y réalisent une nouvelle histoire, dans l'espoir de relancer la série. Sans succès.
Gully se déroule dans un univers fictionnel médiéval où s'opposent deux royaumes peuplés d'habitants joyeux, Yridor et Onriflor dont la quiétude ne peut réellement être perturbée que par la naissance, rarissime, d'enfants mélancoliques. Gully, à Yridor, et Mollo, à Onriflor, sont de ceux-ci ; bannis, ils vivent diverses aventures en compagnie de Blableur, un étrange homme à la peau verte qui reste insensible à leur effet déprimant.

## Albums
Le premier tome est d'abord édité dans la collection Carte blanche sous le titre Les aventures de Gully. Il sera réédité sous le titre Le Petit mélancolique comme volume 1 de la série classique qui s'appellera d'abord Les aventures de Gully pour les 3 premiers tomes pour devenir enfin tout simplement Gully à partir du tome 4. Les 3 premiers tomes seront réédités dans la série Gully.
Quant au sixième tome, tentative de relance de la série presque 20 après la dernière aventure, il a été commercialisé comme un numéro 1.
- 1 Le Petit mélancolique, Dupuis, Dupuis - Carte Blanche, Marcinelle, avril 1985
Scénario : Makyo - Dessin et couleurs : Alain Dodier
- 2 Le Pays des menteurs, Dupuis, Marcinelle, juin 1986
Scénario : Makyo - Dessin et couleurs : Alain Dodier
- 3 Le Poisson bleu, Dupuis, Marcinelle,  avril 1987
Scénario : Makyo - Dessin et couleurs : Alain Dodier
- 4 Le Petit Prince et les agressicotons, Dupuis, Marcinelle, mars 1988
Scénario : Makyo - Dessin et couleurs : Alain Dodier
- 5 Bella et Ouisti, Dupuis, Marcinelle,  septembre 1990
Scénario : Makyo - Dessin et couleurs : Alain Dodier
- 6 Les Vengeurs d'injures, Dupuis, Marcinelle, septembre 2008
Scénario : Makyo - Dessin et couleurs : Alain Dodier